# Tony Coe
Anthony George Coe (Canterbury, 29 de noviembre de 1934-16 de marzo de 2023) fue un músico británico de jazz, saxofonista tenor y clarinetista.

## Historial
Estudió composición, clarinete y saxo tenor, realizando su servicio militar en una banda de la armada. En 1956, ya licenciado, se enrola en la banda de Humphrey Lyttelton, tocando el saxo alto, realizando varias giras por Europa y Estados Unidos. Formó su propio grupo entre 1962 y 1964, simultaneándolo con apariciones con la Orquesta Filarmónica de Birmingham. En 1965 es captado por Count Basie para su orquesta, aunque debe renunciar a integrarse ante las dificultades administrativas de inmigración en Estados Unidos; por tanto, se incorpora a las big bands de Johnny Dankworth (1966-1969) y Kenny Clarke y Francy Boland (hasta 1973).
Durante los años 1970 forma parte de diversos grupos de jazz rock (CCS, "United Jazz and Rock Ensemble"), de jazz moderno (Derek Bailey, Stan Tracey) e, incluso, de música clásica, antigua y contemporánea ("Matrix" de Alan Hacker). En la década de 1980 trabaja con Kenny Wheeler y Bob Moses. Una parte importante de su carrera se desarrolla en la ejecución de bandas sonoras, especialmente las de los compositores Roger Kellaway y Henry Mancini, adquiriendo cierta popularidad al interpretar el solo de saxo de El regreso de la Pantera Rosa y sus sucesivas entregas.

## Estilo
Poseedor de un amplio bagaje musical que incluye la música contemporánea (especializado en Alban Berg), Coe tiene un estilo con el saxo tenor de sonido profundo, robusto y con mucho swing, heredero de la escuela de Coleman Hawkins y muy influido por Paul Gonsalves, que conjuga con conceptos de improvisación avanzados.